# Le Cheix-sur-Morge
Le Cheix-sur-Morge (bis zum 31. Dezember 2024 Le Cheix) ist eine französische Gemeinde mit 689 Einwohnern (Stand: 1. Januar 2022) im Département Puy-de-Dôme in der Region Auvergne-Rhône-Alpes. Die Gemeinde gehört zum Arrondissement Riom und zum Kanton Riom (bis 2015: Kanton Riom-Est).

## Lage
Le Cheix-sur-Morge liegt an der Limagne etwa acht Kilometer nordnordöstlich von Riom. Am Westrand der Gemeinde führt der Fluss Morge entlang. Umgeben wird Le Cheix-sur-Morge von den Nachbargemeinden Aubiat im Norden, Sardon im Osten, Varennes-sur-Morge im Süden sowie Chambaron sur Morge im Westen.

## Bevölkerungsentwicklung
| Jahr                       | 1962 | 1968 | 1975 | 1982 | 1990 | 1999 | 2006 | 2013 |
| Einwohner                  | 281  | 312  | 393  | 508  | 601  | 602  | 611  | 620  |
| Quellen: Cassini und INSEE |      |      |      |      |      |      |      |      |

## Sehenswürdigkeiten
- römische Brücke, Monument historique

## Persönlichkeiten
- Fernand Raynaud (1926–1973), Schauspieler

## Nachweise
1. ↑  Décret n° 2024-863 du 8 août 2024 portant changement du nom de communes, legifrance.gouv.fr, abgerufen am 20. Januar 2025